# Tcharmil

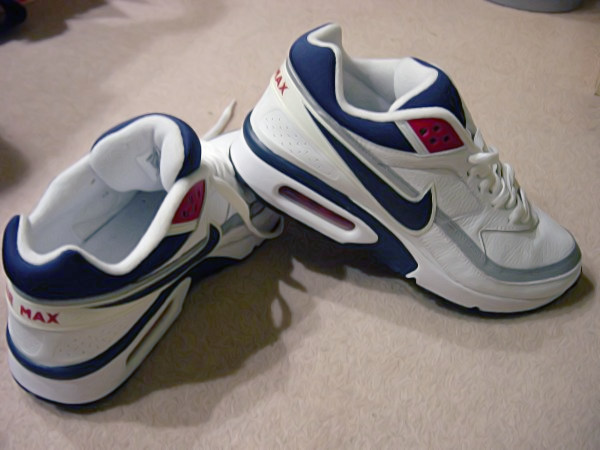
AirmaxBW

Tcharmil (en árabe darya, تشرميل; tcharmile o mesharmil, originalmente un adobo tradicional para platos de carne o pescado, a base de ajo, aceite de oliva y perejil) es la denominación que se da en Marruecos a la subcultura de bandas juveniles violentas, provenientes de las zonas urbanas deprimidas, que desde 2014 están realizando ataques públicos indiscriminados en barrios ricos y zonas turísticas.
Se ha relacionado este fenómeno con distintas causas de malestar: los problemas económicos, particularmente visibles en las zonas en que contrastan con el modo de vida opulento de las clases altas y de los turistas occidentales, la frustración por el fracaso de los movimientos sociales de la llamada "primavera árabe", e incluso la tramdina (irritabilidad que produce el seguimiento del Ramadán, particularmente duro cuando cae en verano).

## Características
Buscan notoriedad, provocar miedo extremo entre sus potenciales víctimas y emulación entre sus iguales, colgando vídeos de sus acciones en las redes sociales. Se identifican mediante un aspecto visible: cortes de pelo distintivos, grandes relojes y anillos (de oro o dorados), zapatillas de deporte Nike Air Max (verdaderas o falsas), imitando a las bandas hispanoamericanas (maras o Latin Kings). Sus armas preferidas son los machetes y cuchillos de carnicero.

## Historia
El primer ataque ocurrió en una peluquería de moda en el distrito de Maârif (Casablanca), en marzo de 2014. Tres jóvenes varones armados con machetes entraron causando terror a los clientes. A partir de entonces se repitieron ataques similares, con daños personales y muertes, como crimen de imitación; los ataques se extendieron rápidamente a Fez, Mequinez, Agadir, Rabat, Temara, Marrakech y otras ciudades de Marruecos.
Para combatir el fenómeno, el propio rey Mohammed VI de Marruecos se implicó, ordenando el 7 de abril de 2014 una campaña de policía a nivel nacional, que produjo numerosas detenciones. Simultáneamente, se produjo una purga entre las propias fuerzas de seguridad, en cuyo seno se habían detectado vínculos con el crimen organizado. Las autoridades declararon que como consecuencia de las medidas policiales los asesinatos se habían reducido un 30% en el primer semestre de 2014 con respecto al primer semestre de 2013; los robos un 25% y las agresiones físicas un 20% . No obstante, en el verano de 2015 volvieron a producirse ataques tcharmiles en una playa de Rabat y en Alhucemas. Se ha señalado que la represión puede estar teniendo consecuencias negativas.